# Опрышко, Виталий Фёдорович
Виталий Фёдорович Опрышко (укр. Віталій Федорович Опришко; 12 августа 1942, Киевская область, Украинская ССР, СССР — 19 декабря 2022) — советский и украинский учёный-правовед, специалист в ряде отраслей права (конституционном, административном, хозяйственном и международном экономическом). Доктор юридических наук (1984), профессор (1987) и член-корреспондент Национальной академии наук Украины (1997). Заслуженный деятель  науки и техники Украины (1992).

## Биография
Виталий Опрышко родился 12 августа 1942 года в селе Старая Оржица, которая ныне входит в состав Броварского района Киевской области Украины. Его родителями были крестьяне. Среднее специальное образование Опрышко получил в Черниговском кооперативном техникуме, который окончил в 1961 году. В 1963 году он стал государственным инспектором в Управлении государственной инспекции по качеству товаров и торговли города Киева. Не оставляя работу, в 1964 году Виталий Опрышко поступил на юридический факультет Киевского государственного университета имени Т. Г. Шевченко, который окончил в 1969 году. К моменту окончания вуза Опрышко около года работал на должности инструктора организационного отдела в Ленинском районном комитете города Киева Коммунистической партии Украины.
В 1974 году В. Ф. Опрышко защитил диссертацию на соискание учёной степени кандидата юридических наук по теме «Административно-правовые формы контроля за качеством товара и соблюдением правил торговли». До 1975 года он оставался инструктором в Ленинском райкоме КПУ, после чего перешёл на преподавательскую работу на юрфаке Киевского государственного университета. Сначала Опрышко был старшим преподавателем, а затем (до 1985 года) доцентом на кафедре административного и конституционного права. В 1984 году он защитил докторскую диссертацию по теме «Правовые проблемы государственного управления качеством продукции» и в том же году ему была присвоена учёная степень доктора юридических наук. В 1985 году Виталий Фёдорович перешёл на работу в Киевский институт народного хозяйства (затем Киевский национальный экономический университет), где на протяжении следующих девяти лет был заведующим кафедрой правоведения. Одновременно с этим он руководил работой созданной при Министерстве высшего и среднего специального образования Украинской ССР научно-методической комиссии по правовому обучению и воспитанию студентов. В 1987 году Виталию Фёдоровичу Опрышко было присвоено учёное звание профессора.